# Toyota RAV4 EV
Toyota RAV4 EV — повністю електрична версія кросовера Toyota RAV4, випущена компанією Toyota обмеженим тиражем. Автомобілі продавалися і здавалися в лізинг в Каліфорнії з 1997 р. по 2003 р. Таку ж робочу назву присвоєно електромобілю на базі сучасного RAV4, що розробляється нині. Новий RAV4 EV випускається на спільному підприємстві концернів Toyota Motor і Tesla Motors.
Станом на квітень 2015 року в Каліфорнії було продано 2489 штук автомобілів другого покоління. Ціна у вересні 2012 року стартувала із US$49,800 (без врахувань доплат від уряду).

## Перше покоління (1997—2003)

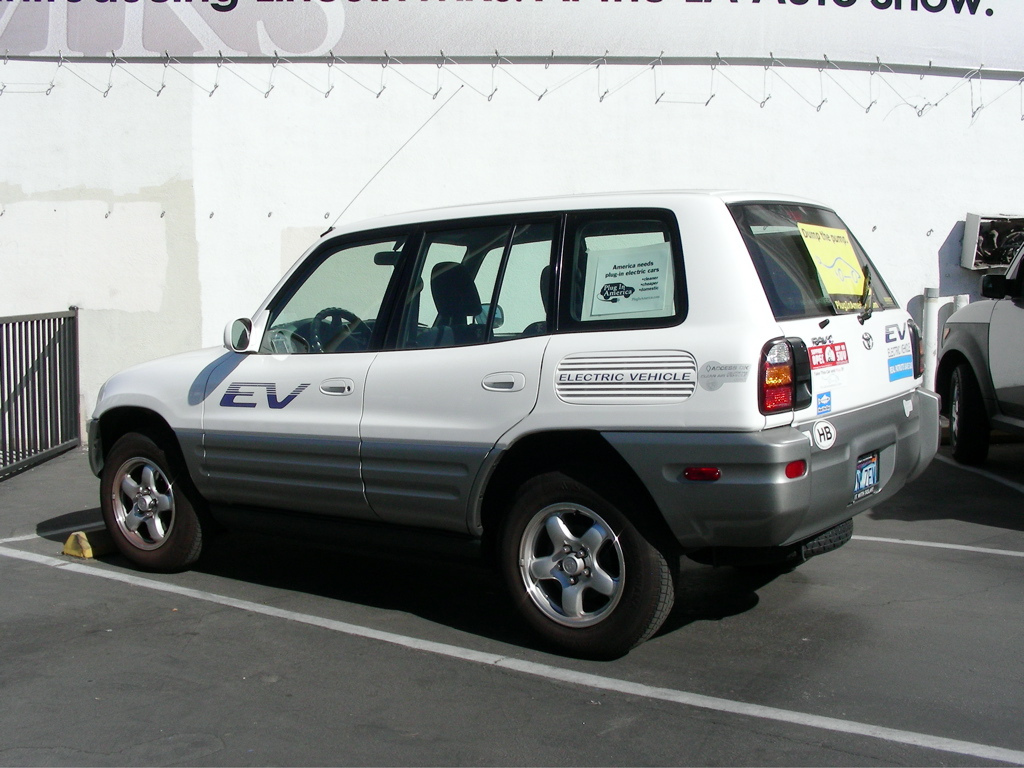
Toyota RAV4 EV

Поява електричної версії кросовера Toyota RAV4 EV першого покоління було викликано політикою каліфорнійської влади, спрямованої на поліпшення екологічної обстановки в штаті, у тому числі й через стимулювання до покупки екологічно чистих транспортних засобів. Серійний електромобіль оснащувався 24 нікель-метал-гідридними акумуляторами по 95 ампер-годин кожен (27 кіловат-годин) і мав максимальний пробіг на одній зарядці 160 −180 км і максимальну швидкість 120 км/г. Час заряду батареї становить близько 5 годин, заряд здійснюється за допомогою спеціального індукційного (без вилки) зарядного пристрою потужністю 6 кВт від домашньої мережі для електроплит і електропечей (220 вольт, 30 ампер). Незабаром після зняття з конвеєра електромобіля GM EV1 і початку вилучення таких машин у власників було завершено і виробництво Toyota RAV4 EV, однак, ці машини залишили покупцям. Деякі екземпляри автомобілів на сьогоднішній день пройшли пробіг 230 000 км без заміни батареї. Всього компанією випущено 1575 таких автомобілів, в США існує товариство власників.

### Вартість експлуатації
При ціні кіловат-години 0,09 USD повний заряд батареї для пробігу 180 км обійдеться власникові у 2,7 USD. Для порівняння, заправка бензинового аналога для пробігу 180 км обійдеться у 24 USD. Дані приведені на серпень 2008 року.

## Друге покоління (2012—2014)

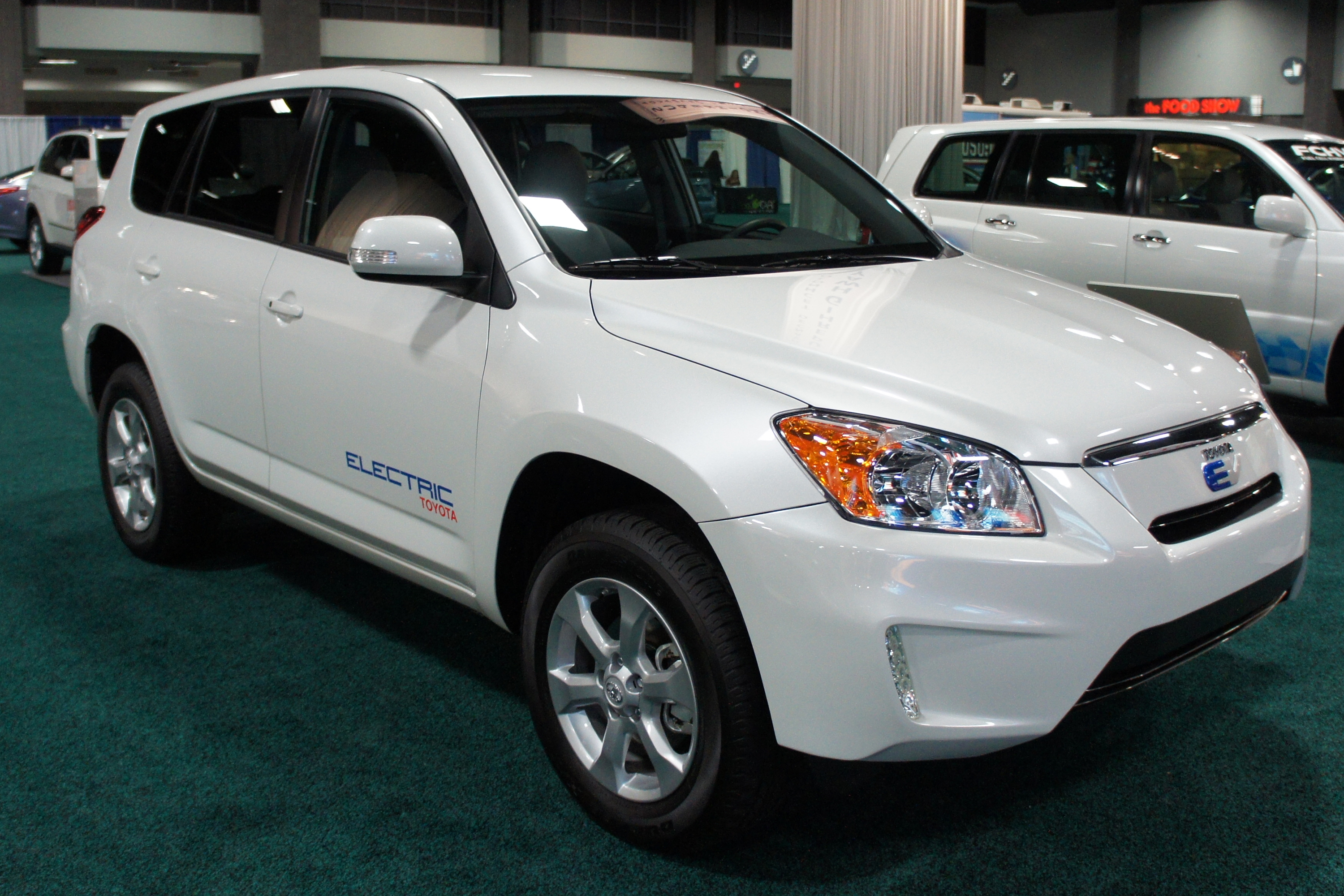
Toyota RAV4 EV

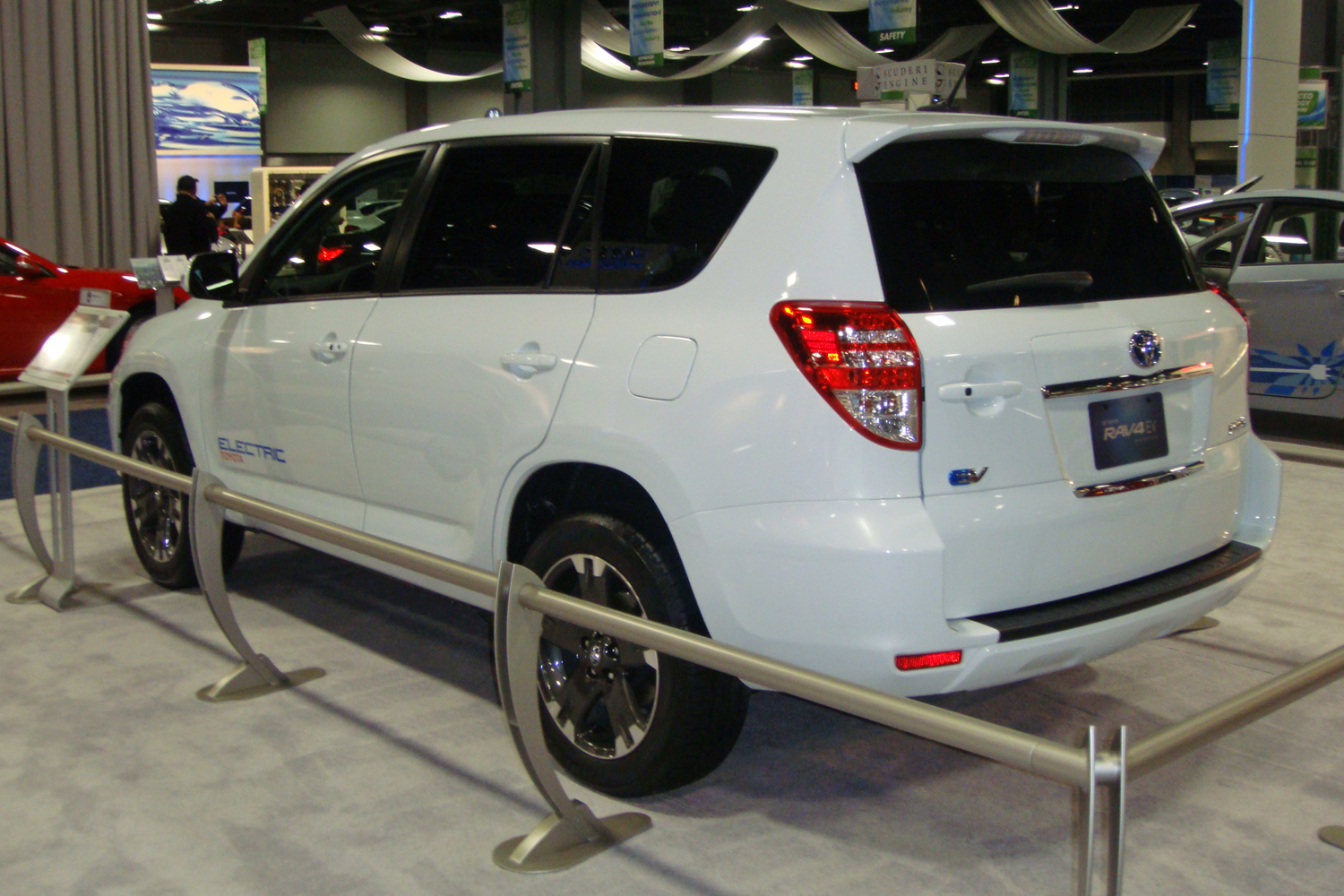
Toyota RAV4 EV

У травні 2010 року між концерном Toyota і каліфорнійським виробником електромобілів Tesla Motors було підписано угоду про спільне створення екологічно чистих засобів пересування. Деякий час подробиці проєкту не розкривалися, але в середині липня 2010 року було оголошено, що компанії почали спільну роботу над другим поколінням електричного Toyota RAV4 EV. У 2011 році побудовані 35 тестових RAV4 EV, серійне виробництво розпочалось в вересні 2012 року.
Друге покоління RAV4 EV поєднує розроблену і вироблену компанією Tesla батарею та електричну трансмісію з моделлю позашляховика Toyota. Електродвигун, що постачається компанією Tesla, — це індукційний електродвигун змінного струму. Передача з відкритим диференціалом з фіксованою передачею має передавальне число 9,73. RAV4 EV важить 1830 кг, на 210 кг більше ніж передньопривідний RAV4 Limited з двигуном V6. Пікова потужність двигуна 115 кВт (154 к.с.), максимальний крутний момент у нормальному режимі 296 Нм і максимальний крутний момент у спортивному режимі 370 Нм. RAV 4 пропонує два режими роботи: нормальний і спортивний. Максимальна швидкість руху автомобіля в нормальному режимі становить 137 км/год, а максимум у спортивному режимі, який також має більш агресивну педаль акселератора, — 160 км/год.
Акумуляторна батарея — це літій-іонний акумулятор 386В, що складається з 4500 частин та має енергетичну місткість 41,8 кВт·год корисної енергії при повному зарядженні, максимальна потужність якого дорівнює 129 кВт. RAV4 EV має бортовий зарядний пристрій потужністю 10 кВт (SAE J1772 240В, вхід 40А). Акумуляторна батарея розташована нижче підлоги, зменшуючи дорожній просвіт порівняно з бензиновою версією.
RAV4 EV має два режими заряджання: стандартний та розширений. У стандартному режимі акумулятор високої напруги заряджається лише до 35 кВт·год. Розширений режим дозволяє акумулятору заряджати на повну придатність до експлуатації 41,8 кВт·год. Час зарядки із зарядною станцією 40A/240V становить 5 годин у стандартному режимі та 6 годин у розширеному режимі, який забезпечує 9,6 кВт при 40 амперах. Дальність пробігу без заряджання становить 180 км.
До квітня 2015 року в США було продано 2489 автомобілів.